# The Visitors (film)
The Visitors is een Amerikaanse misdaadfilm uit 1972 onder regie van Elia Kazan.

## Verhaal
Bill Schmidt en zijn vriendin krijgen onverwachts bezoek van Mike Nickerson en Tony Rodrigues. Zij zaten in hetzelfde peloton als Schmidt tijdens de Vietnamoorlog. Daarna belandden ze in de gevangenis wegens seksuele misdrijven. Tijdens het voorafgaande proces getuigde Schmidt tegen hen.

## Rolverdeling
| Acteur          | Personage      |
| --------------- | -------------- |
| Patrick McVey   | Harry Wayne    |
| Patricia Joyce  | Martha Wayne   |
| James Woods     | Bill Schmidt   |
| Steve Railsback | Mike Nickerson |
| Chico Martínez  | Tony Rodrigues |